# Le Chesnay
Le Chesnay [lə ʃɛnɛ]  est l'une des deux communes déléguées, avec Rocquencourt, de la commune nouvelle du Chesnay-Rocquencourt située dans le département des Yvelines en région Île-de-France.
Ses habitants, anciennement appelés les Chesnaysiens, s'appellent désormais les Chesnaycourtois depuis la fusion du Chesnay avec Rocquencourt le 1er Janvier 2019.

## Géographie

### Localisation
La ville du Chesnay est située à 17 km à l'ouest de Paris, moins de 4 km au nord de Versailles.

### Communes limitrophes
Les communes limitrophes en sont : La Celle-Saint-Cloud au nord, Vaucresson au nord-est, Versailles de l'est au sud-ouest, et Rocquencourt à l'ouest.

### Hydrographie
Une grande partie du nord-est de la commune est couverte par le bois des Fonds-Maréchaux (chênes et châtaigniers).

### Transports et voies de communications
Réseau routier
Le territoire communal est traversé, dans sa partie nord et selon un axe est-ouest, par l'autoroute A13 ainsi que, en son centre et selon un axe nord-sud, par la route nationale 321 qui mène à La Celle-Saint-Cloud et Bougival vers le nord et à Versailles vers le sud. Il est bordé, en guise de limites sud-ouest et sud avec Versailles, par la route nationale 186 qui mène dans la direction de Saint-Germain-en-Laye vers le nord et à Versailles vers le sud et, en guise de limites nord avec La Celle-Saint-Cloud, par la route départementale D307, axe est-ouest menant à Vaucresson et Saint-Cloud vers l'est et Bailly et Noisy-le-Roi vers l'ouest.
Desserte ferroviaire
La commune du Chesnay ne dispose pas de gare, les plus proches étant celles de Versailles-Rive-Droite, Vaucresson et  La Celle-Saint-Cloud qui mènent toutes trois à Paris Saint Lazare.
Autobus
La commune est desservie par les lignes 1, 2, 3, 5, 7, 8, 9, 17, 51, 111, 460 du réseau de bus Grand Versailles, X409 et X419 du réseau de bus Poissy - Les Mureaux, 17S du réseau de bus Centre et Sud Yvelines et par la ligne Express 1 du réseau de bus Saint-Germain Boucles de Seine.
La ligne 426 RATP dessert également la commune, avec un arrêt au Bel Air.

### Urbanisme
Au début des années 1960 la Compagnie générale de télégraphie sans fil (CSF) commande à l'architecte Jean Dubuisson la construction de son siège social et d'un ensemble de 150 logements de grand confort, sur un terrain de 17 ha près du triangle de Rocquencourt. Cet ensemble, conçu avec le paysagiste Jean-Noël Capart, est connu sous le nom de résidence du Parc, constitué de 3 bâtiments construits entre 1964 et 1974
Le Chesnay abrite, avec les logements de Parly 2 construits au début des années 1970, une partie de la plus grande copropriété de France. Cette copropriété, comprenant 7 500 lots d'habitation allant du simple studio au 6 pièces, et organisée en 37 résidences, héberge plus de la moitié des habitants de la commune.
Un projet de nouvelle médiathèque, bibliothèque, salle multifonctions a été lancé en 2007. L'ensemble a ouvert courant 2009.
L'inauguration de l'ensemble culturel était prévue le 9 juin 2009, suivie par une semaine de spectacles tous les soirs et une journée portes ouvertes le dimanche 14 juin.

## Toponymie
Le nom de la localité est attesté sous les formes latines Canoilum en 1122, Chesneium, Chesnetum au XIIIe siècle et Le Chenay en 1793.
Le toponyme Le Chesnay est une forme archaïque pour « la Chênaie » en ancien français. Le suffixe gallo-roman -ETU(m) a abouti à -ey/-ay, masculin, et -ETA > -aye > -aie, féminin. Ce suffixe à valeur collective, sert à désigner un « ensemble d'arbres appartenant à la même espèce ». Le mot chêne (anciennement chaisne > chesne) est issu du gaulois cassanos.

## Histoire

### Temps mérovingiens et Moyen-Âge
Les premières traces d'une agglomération remontent à l'époque de Charlemagne. Au XIIIe siècle, c'est encore un bourg au milieu d'une forêt, de bûcherons et de cultivateurs, le Chesnay « l'endrois où il y a des chênes ».

### Époque moderne
Le Chesnay dépendait de la paroisse de Rocquencourt quand en 1683, Louis XIV l'acheta pour l'enfermer dans le parc de Versailles.
Le château du Grand-Chesnay dans le parc Aubert prend naissance avec la construction du château de Versailles qui permettra le développement du Chesnay. Sa physionomie s'urbanise dans l'ombre des rois de France.

### Époque contemporaine
À la fin de l'épopée napoléonienne, le 1er juillet 1815, Le Chesnay fut le théâtre de combats durant la bataille de Rocquencourt.
À partir de 1820, des familles bourgeoises entreprennent de créer des résidences secondaires dans un Chesnay qui à l'époque était principalement rural. La première d'entre elles était celle de la famille Genouville que l'on peut toujours apercevoir au 23 rue Laurent Gaudet. Ainsi est né le quartier du plateau St Antoine, l'un des plus riches du Grand Versailles.
Au début du XXe siècle, « le plateau » se construit avec l'église Saint-Antoine-de-Padoue, consacrée le 18 novembre 1900 après trois années de travaux.

### Seconde Guerre mondiale
Vers la fin de la Seconde Guerre mondiale, le commandement suprême allié (SHAEF) est installé au Trianon Palace, à Versailles.
Les Américains vont alors regrouper à proximité, au château du Chesnay, différents hauts responsables et ingénieurs de l'armement allemand pour les interroger. Ceux-ci, faits prisonniers dans l'Allemagne progressivement occupées par les Anglo-américains, y sont internés quelques semaines, au printemps et à l'été 1945, dont Albert Speer (avant son transfert pour être jugé à Nuremberg), architecte de Hitler et ministre de l'Armement, Ernst Heinrich Heinkel, constructeur aéronautique, le général Georg Thomas mais aussi probablement et accidentellement le théologien Martin Niemöller.

### Après-guerre
Au début des années 1970, une ville nouvelle, Parly 2, se greffe alors sur le Vieux Chesnay, la population chesnaysienne passe alors du simple au double.

## Politique et administration

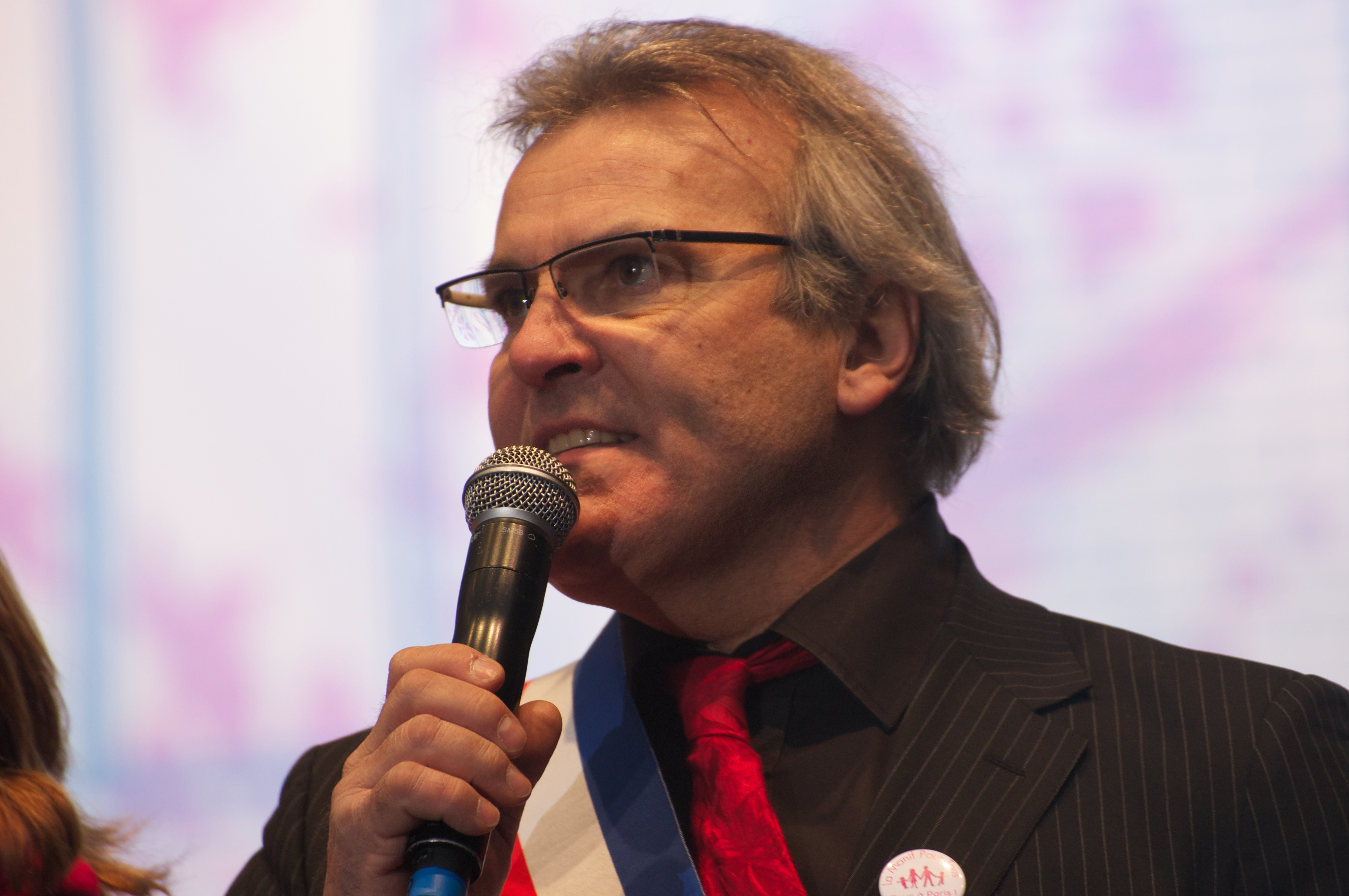
Philippe Brillault - ancien maire

### Rattachements administratifs et électoraux
Antérieurement à la loi du 10 juillet 1964, la commune faisait partie du département de Seine-et-Oise. La réorganisation de la région parisienne en 1964 fit que la commune appartient désormais au département des  Yvelines et à son arrondissement de Versailles, après un transfert administratif effectif au 1er janvier 1968.
Pour l'élection des députés, la commune fait partie depuis 1988 de la troisième circonscription des Yvelines.
Elle faisait partie de 1806 à 1964 du canton de Versailles-Ouest, année où elle intègre le canton de Versailles-Nord-Ouest de Seine-et-Oise puis des Yvelines. En 1976, la commune devient le chef-lieu du canton du Chesnay. Dans le cadre du redécoupage cantonal de 2014 en France, ce canton, dont la commune est désormais le bureau centralisateur, est modifié, passant de 2 à 6 communes.

### Intercommunalité
La commune, qui n'était jusqu'alors membre d'aucune intercommunalité à fiscalité propre, a adhéré en 2014 à la communauté d'agglomération Versailles Grand Parc.

### Tendances politiques et résultats
Lors des municipales de 2014, la liste conduite par le maire sortant Philippe Brillault, est réélue dès le premier tour.
Lors des municipales de 2020, la liste conduite par Richard Delepierre, est élue au premier tour.

### Politique locale
En février 2013, Philippe Brillault, maire du Chesnay, alors  DVD, élu au sein du collectif la Manif pour tous, est à l'initiative d'une pétition s'opposant au mariage pour tous. Lors du second tour de l'élection présidentielle française de 2017, devenu membre de Les Républicains, il appelle à voter Emmanuel Macron
Le Chesnay et Rocquencourt ont engagé en septembre 2017 une démarche de fusion au sein d'une commune nouvelle qui sera dénommée « Le Chesnay-Rocquencourt », afin  d'être préservés d'une réduction des dotation d'État, alors qu'elles partagent de nombreux équipements et, en ce qui concerne Le Chesnay, afin de pouvoir trouver des solutions à sa carence en logements sociaux, au sens de la Loi SRU.
Cette fusion, qui a été approuvée par les deux conseils municipaux le 8 octobre 2018 , a pris effet le 1er janvier 2019 par arrêté préfectoral du 29 novembre 2018.

### Liste des maires
| Période | Période | Identité                         | Étiquette     | Qualité |
| ------- | ------- | -------------------------------- | ------------- | --- |
| 1792    | 1792    | Louis Pelin                      |               | |
| 1792    | 1802    | Jacques Morin                    |               | |
| 1802    | 1806    | Antoine Dorée                    |               | |
| 1806    | 1813    | Michel Quinebaux                 |               | |
| 1813    | 1821    | Jean-Baptiste Caruel             |               | |
| 1821    | 1824    | Louis Decamp                     |               | |
| 1824    | 1827    | Jean-Baptiste Delaissement       |               | |
| 1827    | 1831    | Brancard                         |               | |
| 1831    | 1834    | Yves Guerbette                   |               | |
| 1834    | 1838    | Chaulin[réf. nécessaire]         |               | |
| 1838    | 1848    | François Sebert                  |               | |
| 1848    | 1869    | Paul Caruel de Saint-Martin      | Bonapartiste  | Baron Député de Seine-et-Oise (1852 → 1869) Conseiller général de Versailles-Ouest (1848 → 1871) Chevalier de la Légion d'honneur                                                                                    |
| 1869    | 1877    | Henri Capet                      |               | |
| 1877    | 1881    | Auguste-Emmanuel Deslandes Vinay |               | |
| 1881    | 1897    | Hippolyte Deslandes              |               | |
| 1897    | 1903    | Pierre Chaulin                   |               | |
| 1903    | 1913    | Eugène Dufetel                   |               | |
| 1913    | 1925    | Julien Poupinet                  | Libéral       | Conseiller général de Versailles-Ouest (1919 → 1928) |
| 1925    | 1929    | Camille Anat. Monprofit          |               | |
| 1929    | 1959    | André Crozet                     |               | |
| 1959    | 1971    | Pierre Genouville                |               | |
| 1971    | 1989    | Maurice Cointe                   | DVD puis UDF  | Entrepreneur Conseiller général du Chesnay (1976 → 1992) |
| 1989    | 2018    | Philippe Brillault,              | DVD puis CNIP | Médecin Conseiller général puis départemental du Chesnay (2011 → ) Vice-président de la CA Versailles Grand Parc (2016 → ) Maire du Chesnay-Rocquencourt (2019 → 2020) Réélu en 1993, 1995, 1996, 2001, 2008 et 2014 |

### Finances locales
En 2018, la commune majore le taux de sa taxe d'habitation de 9,96 %.

### Distinctions et labels
En 2007, la commune a reçu le label « Ville Internet ».
Elle participe au Concours des villes et villages fleuris et possède trois fleurs en 2011.

### Jumelages

Blason d'Heppenheim.

Le Chesnay est jumelée avec la ville allemande de Heppenheim (Hesse) depuis le 12 avril 1975.

## Population et société

### Démographie
Évolution démographique
L'évolution du nombre d'habitants est connue à travers les recensements de la population effectués dans la commune depuis 1793. Pour les communes de plus de 10 000 habitants les recensements ont lieu chaque année à la suite d'une enquête par sondage auprès d'un échantillon d'adresses représentant 8 % de leurs logements, contrairement aux autres communes qui ont un recensement réel tous les cinq ans,.

En 2016, la commune comptait 28 001 habitants, en évolution de −3,36 % par rapport à 2010 (Yvelines : +2,72 %, France hors Mayotte : +2,11 %).
| 1793 | 1800 | 1806 | 1821 | 1831 | 1836 | 1841 | 1846 | 1851 |
| ---- | ---- | ---- | ---- | ---- | ---- | ---- | ---- | ---- |
| 374  | 307  | 272  | 295  | 314  | 446  | 515  | 563  | 723  |

| 1856  | 1861  | 1866  | 1872  | 1876  | 1881  | 1886  | 1891  | 1896  |
| ----- | ----- | ----- | ----- | ----- | ----- | ----- | ----- | ----- |
| 1 065 | 1 406 | 1 710 | 1 849 | 2 214 | 2 322 | 2 802 | 2 970 | 3 139 |

| 1901  | 1906  | 1911  | 1921  | 1926  | 1931  | 1936  | 1946  | 1954  |
| ----- | ----- | ----- | ----- | ----- | ----- | ----- | ----- | ----- |
| 3 521 | 3 702 | 4 249 | 4 932 | 5 546 | 7 003 | 7 995 | 8 333 | 9 259 |

| 1962   | 1968   | 1975   | 1982   | 1990   | 1999   | 2006   | 2011   | 2016   |
| ------ | ------ | ------ | ------ | ------ | ------ | ------ | ------ | ------ |
| 13 249 | 14 184 | 24 785 | 27 647 | 29 542 | 28 530 | 29 542 | 29 226 | 28 001 |

Pyramide des âges en 2007
La population de la commune était âgée. Le taux de personnes d'un âge supérieur à 60 ans (22,8 %) était en effet supérieur au taux national (21,6 %) et au taux départemental (17,5 %).
À l'instar des répartitions nationale et départementale, la population féminine de la commune était supérieure à la population masculine. Le taux (52,7 %) était supérieur au taux national (51,6 %).
La répartition de la population de la commune par tranches d'âge était, en 2007, la suivante :
- 47,3 % d’hommes (0 à 14 ans = 19,3 %, 15 à 29 ans = 18,8 %, 30 à 44 ans = 23,2 %, 45 à 59 ans = 19,2 %, plus de 60 ans = 19,7 %) ;
- 52,7 % de femmes (0 à 14 ans = 17,2 %, 15 à 29 ans = 17,1 %, 30 à 44 ans = 19,7 %, 45 à 59 ans = 20,5 %, plus de 60 ans = 25,5 %).

| Hommes | Classe d’âge | Femmes |
| ------ | ------------ | ------ |
| 0,5    | 90 ans ou +  | 1,4    |
| 6,6    | 75 à 89 ans  | 9,0    |
| 12,6   | 60 à 74 ans  | 15,1   |
| 19,2   | 45 à 59 ans  | 20,5   |
| 23,2   | 30 à 44 ans  | 19,7   |
| 18,8   | 15 à 29 ans  | 17,1   |
| 19,3   | 0 à 14 ans   | 17,2   |

| Hommes | Classe d’âge | Femmes |
| ------ | ------------ | ------ |
| 0,3    | 90 ans ou +  | 0,9    |
| 4,3    | 75 à 89 ans  | 6,6    |
| 11,2   | 60 à 74 ans  | 11,6   |
| 20,3   | 45 à 59 ans  | 20,7   |
| 22,1   | 30 à 44 ans  | 21,5   |
| 19,9   | 15 à 29 ans  | 18,9   |
| 21,9   | 0 à 14 ans   | 19,8   |

### Enseignement
La commune compte[Quand ?] ;
- quatre écoles maternelles : Charles-Perrault, Caroline-Aigle, Jean-Louis-Forain et Jean-de-La-Fontaine[29] ;
- cinq écoles primaires, quatre publiques (Georges-Guynemer, Molière, Langevin et Le Nôtre)[29], et une privée (Blanche-de-Castille) ;
- un collège et lycée privé (Blanche-de-Castille) ;
- un collège public (Charles-Péguy), labellisé « éco-école » en juin 2010 ;
- un lycée professionnel (Jean-Moulin).

### Culture
La nouvelle Bibliothèque du Chesnay a été inaugurée en 2009[réf. nécessaire].

### Sport et univers associatif
Le Chesnay a un tissu associatif (sport, culture ,santé) particulièrement développé. Elle compte dans ses rangs, des clubs de sport comme Le Chesnay Handball (National 2 en 2022), le Chesnay 78 Football Club, le club JCR78 (Judo Chesnay Rocquencourt 78 - 400 licenciés en 2018) qui fait partie des meilleurs clubs formateurs en Île-de-France, Le Chesnay Tennis de Table (une équipe professionnelle féminine entre 2016 et 2018, 2 équipes en National 2 en 2020).

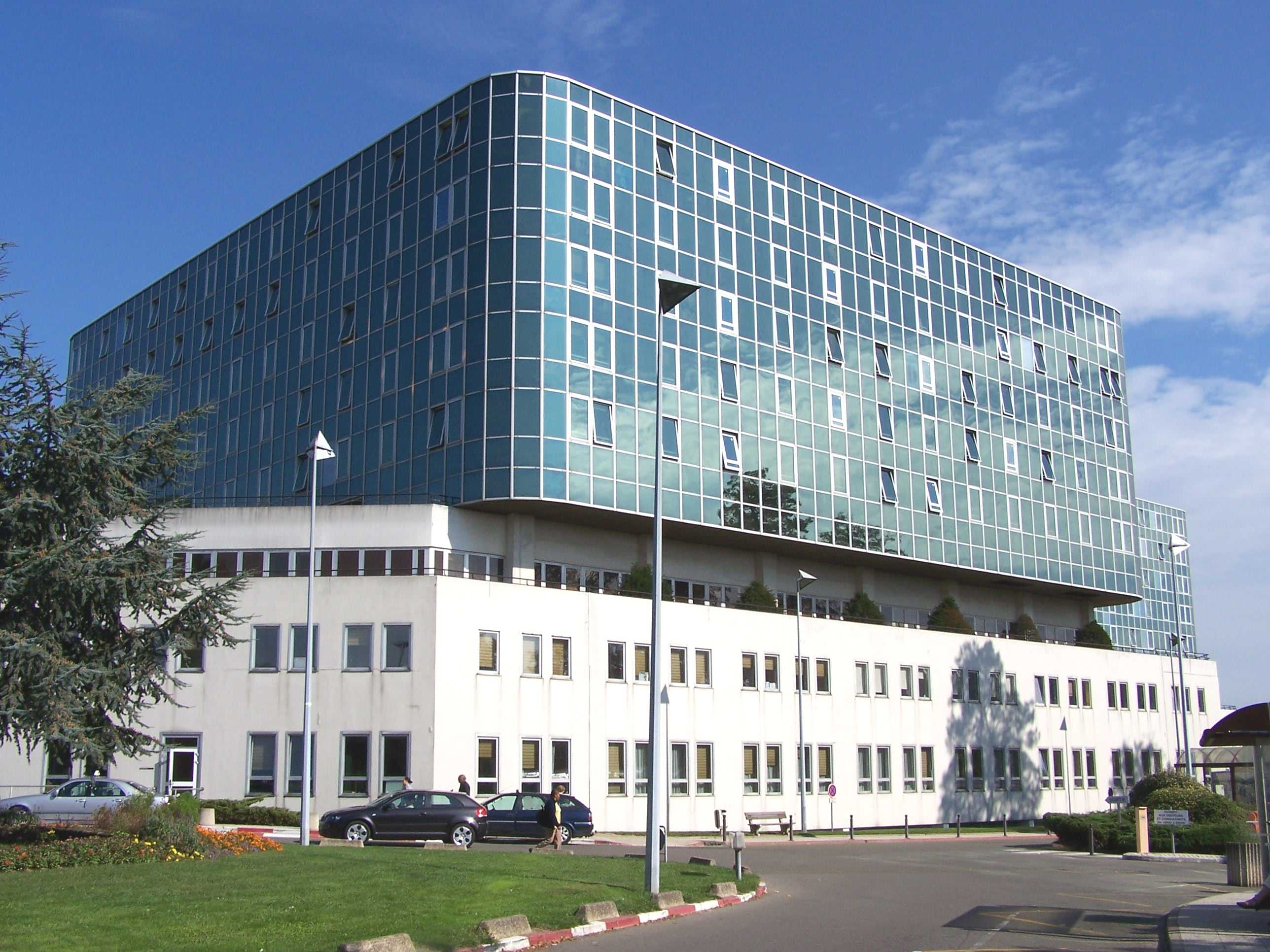
Centre hospitalier André-Mignot.

### Santé
Le centre hospitalier André-Mignot (du nom de l'ancien maire de Versailles) fait partie du centre hospitalier de Versailles (avec l'hôpital Richaud et la maison Despagne de Versailles) et contient 737 lits (en 2005)[réf. nécessaire].

### Événements culturels et festivités
Chaque année en septembre, il y a une fête au Chesnay : comptoirs, alimentation, jeux, spectacles… Il s’agit de la fête des Chênes verts, où une grande brocante et un troc aux jouets sont aussi organisés.

### Communication
Le 22 septembre 1990, la ville du Chesnay inaugurait sa nouvelle identité, le logo.
Par son rayé gris, il représente l'équilibre et l'harmonie de l'urbanisation de la ville et par son enrobé vert, il marque la qualité de la sauvegarde de l'environnement ; la feuille de chêne reste le symbole de la ville ; la comète indique le dynamisme, enfin le graphisme moderne des lettres est censé allier la jeunesse à la solidarité[réf. nécessaire].

## Économie
Construit dans les années 70 sur le modèle américain à l'initiative du maire de l'époque, Pierre Genouville, le centre commercial Parly 2 est l'un des plus grands et des plus luxueux d'Europe mais également le plus vieux de France[réf. nécessaire]. Il accueille un grand nombre de magasins et boutiques, dont un Printemps, un BHV, une pépinière Truffaut et l'une des plus grandes Fnac d'Europe[Quand ?].
Il devait être entièrement rénové et agrandi en 2009, mais les travaux, retardés, ont finalement commencé fin 2010[réf. nécessaire].
En 2010, le revenu fiscal médian par ménage était de 43 943 €, ce qui plaçait Le Chesnay au 1 072e rang parmi les 31 525 communes de plus de 39 ménages en métropole.

## Culture locale et patrimoine

### Lieux et monuments

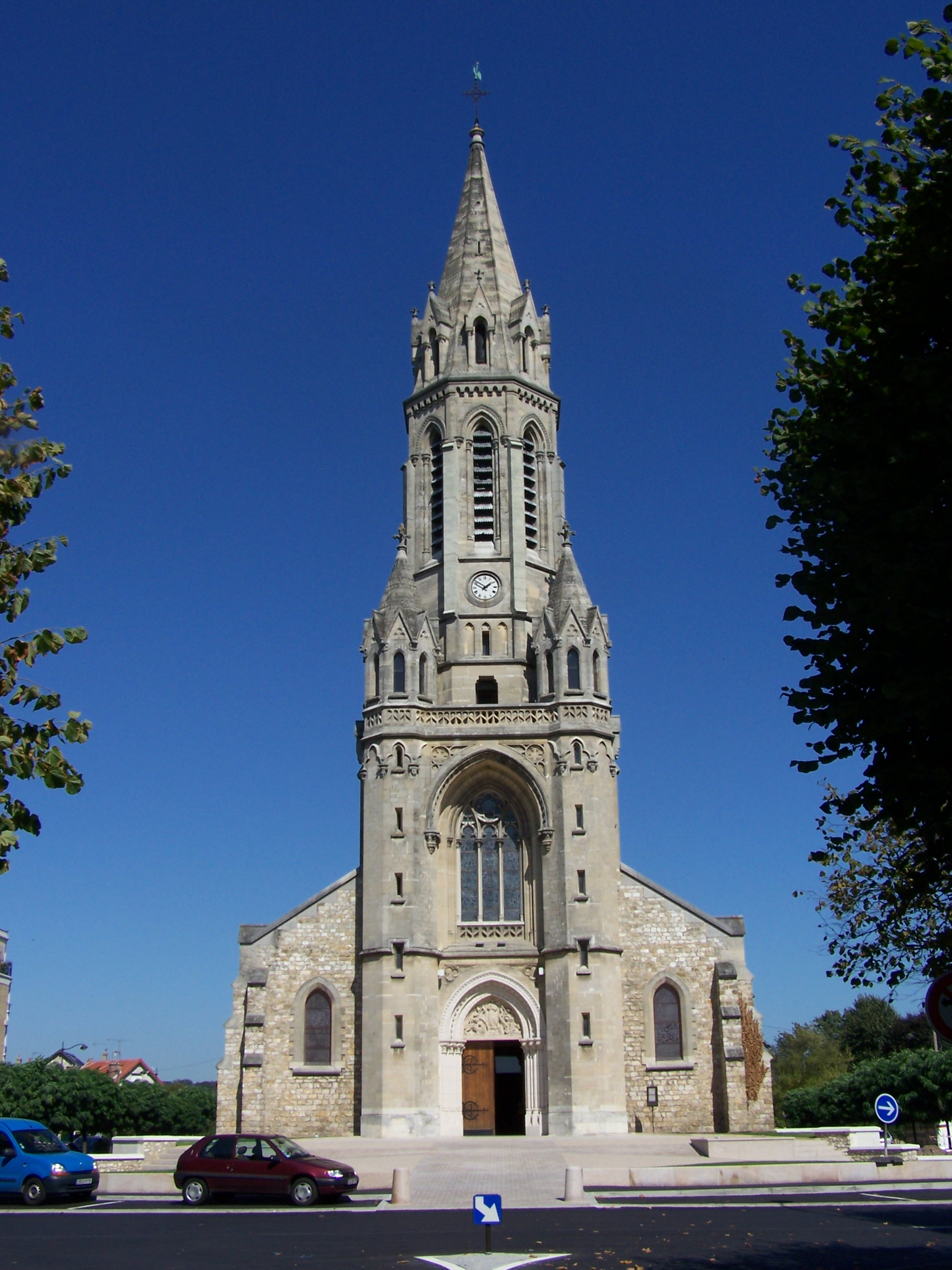
Église Saint-Antoine-de-Padoue.

- L'église Saint-Germain, la plus ancienne, date de 1805. Elle est située dans le nord de la commune, en limite de Rocquencourt, et est flanquée du cimetière communal. Dans ce dernier, a été installé le monument aux morts commun aux communes du Chesnay et de Rocquencourt.
- L'église Saint-Antoine-de-Padoue, située en limite de Versailles, non loin de la place de la Loi de Versailles. Elle a été construite en 1910 dans le style néo-gothique avec des murs extérieurs en pierre meulière. Elle possède des vitraux de la Maison Lorin de Chartres, reproduisant la vie de saint Antoine et des orgues Cavaillé-Coll de 1913.
- L'église Notre-Dame-de-la-Résurrection, de style moderne, ouverte en 1970, elle est située quasiment en plein cœur de Parly 2.
- Temple mormon dit « de Paris » : autorisé en octobre 2011, débuté en 2013. Inauguré en 2017, c'est le premier temple de l'Église de Jésus-Christ des saints des derniers jours en France métropolitaine et l'un des plus grands d'Europe. Il est situé au 46 du boulevard Saint-Antoine, artère limitrophe de Versailles ; il comprend un jardin ouvert au public, des bâtiments administratifs et hôteliers, outre le lieu de culte lui-même.
- Le cimetière du Chesnay, contre l'église Saint-Germain, abrite quelques personnalités.

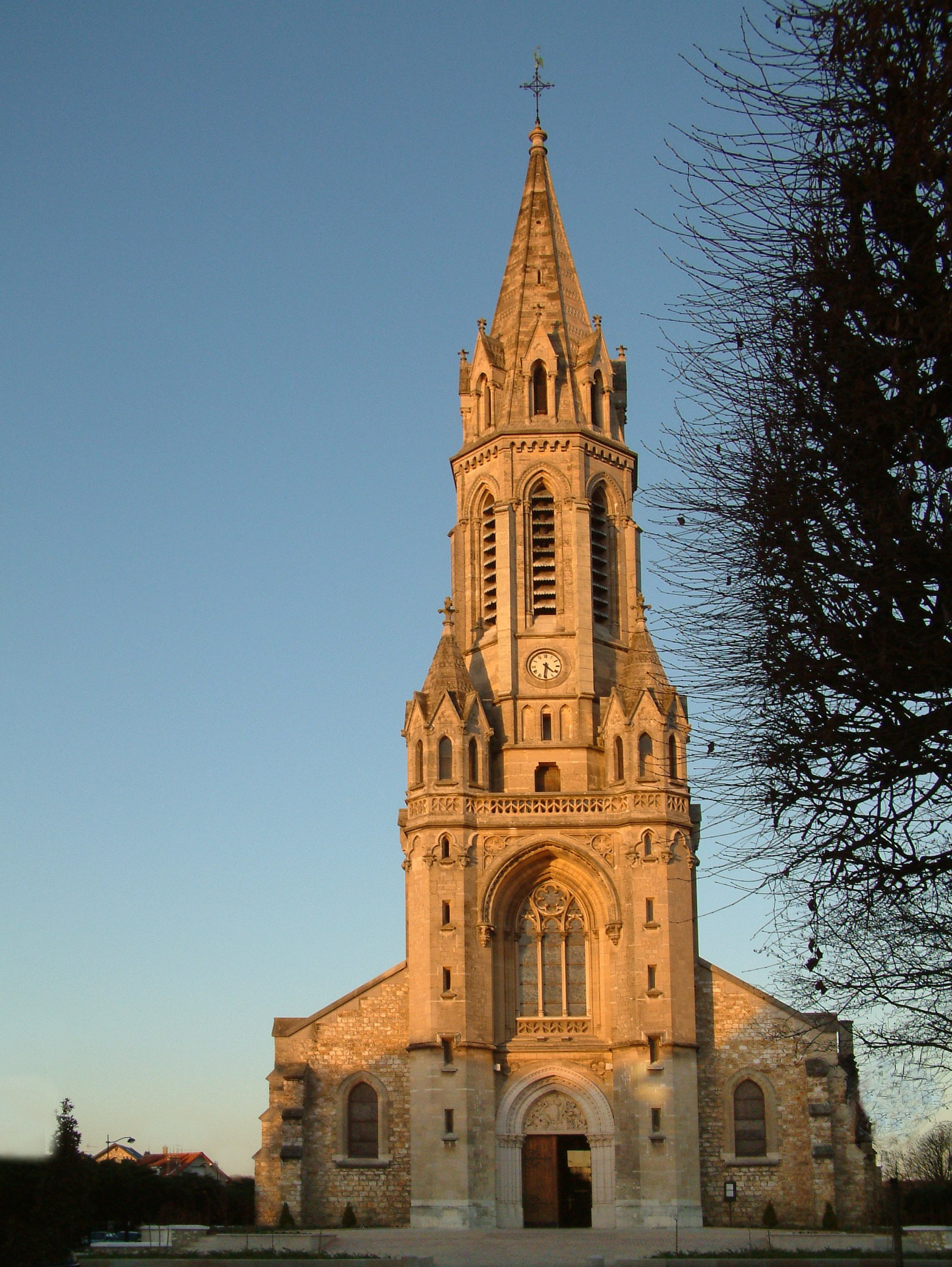
Église Saint-Antoine.
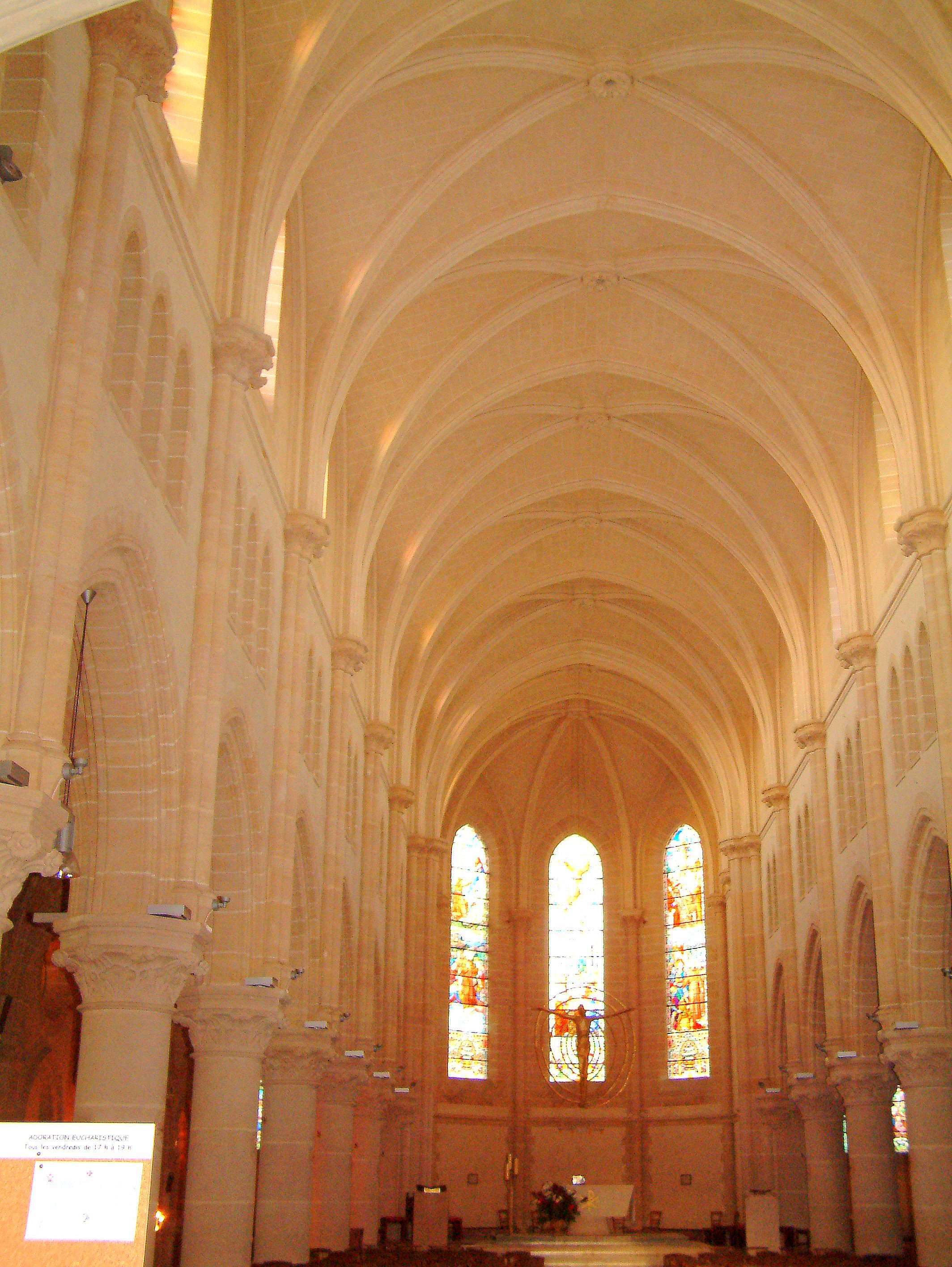
Église Saint-Antoine : la nef
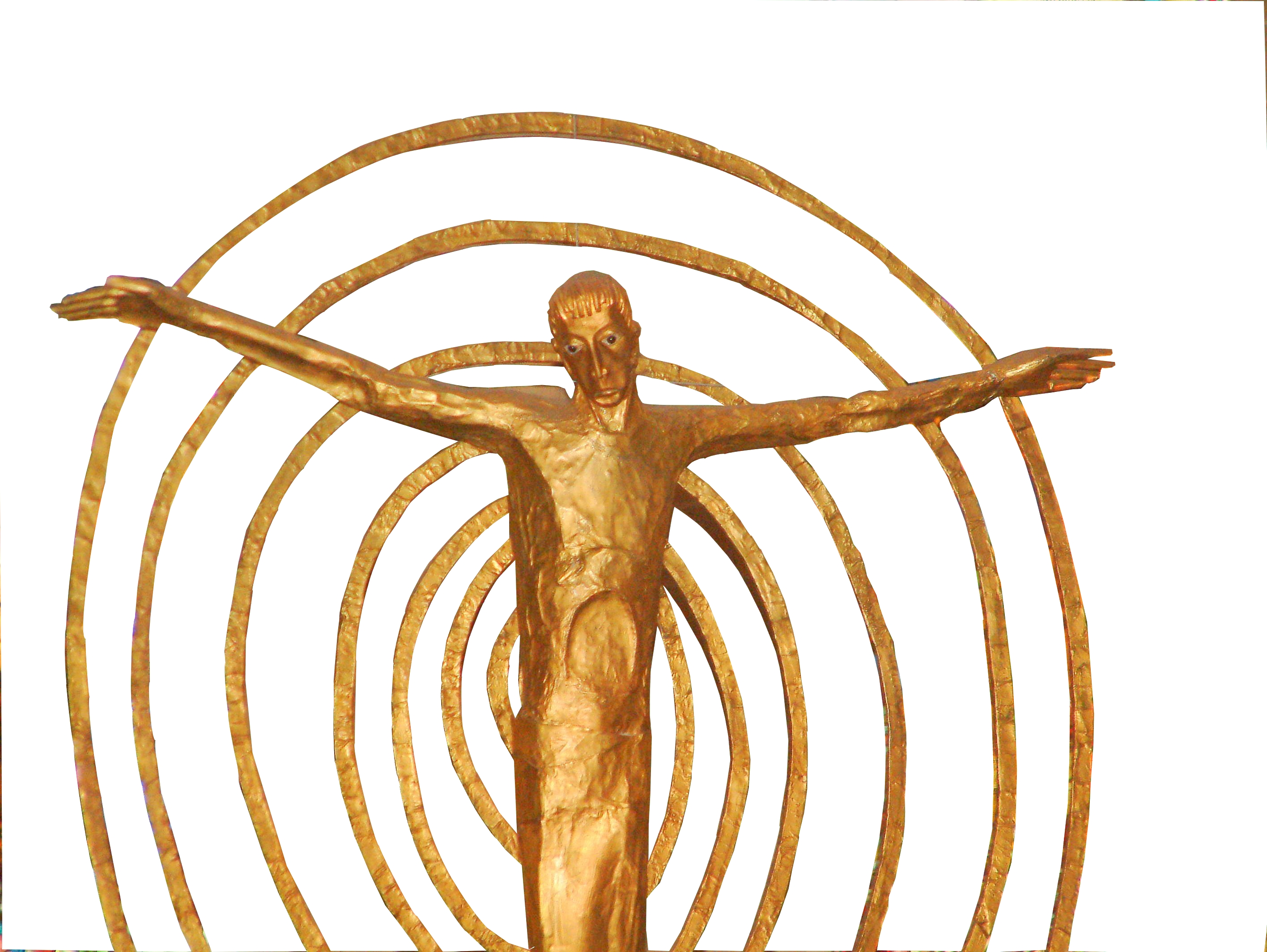
Église Saint-Antoine : le Christ.
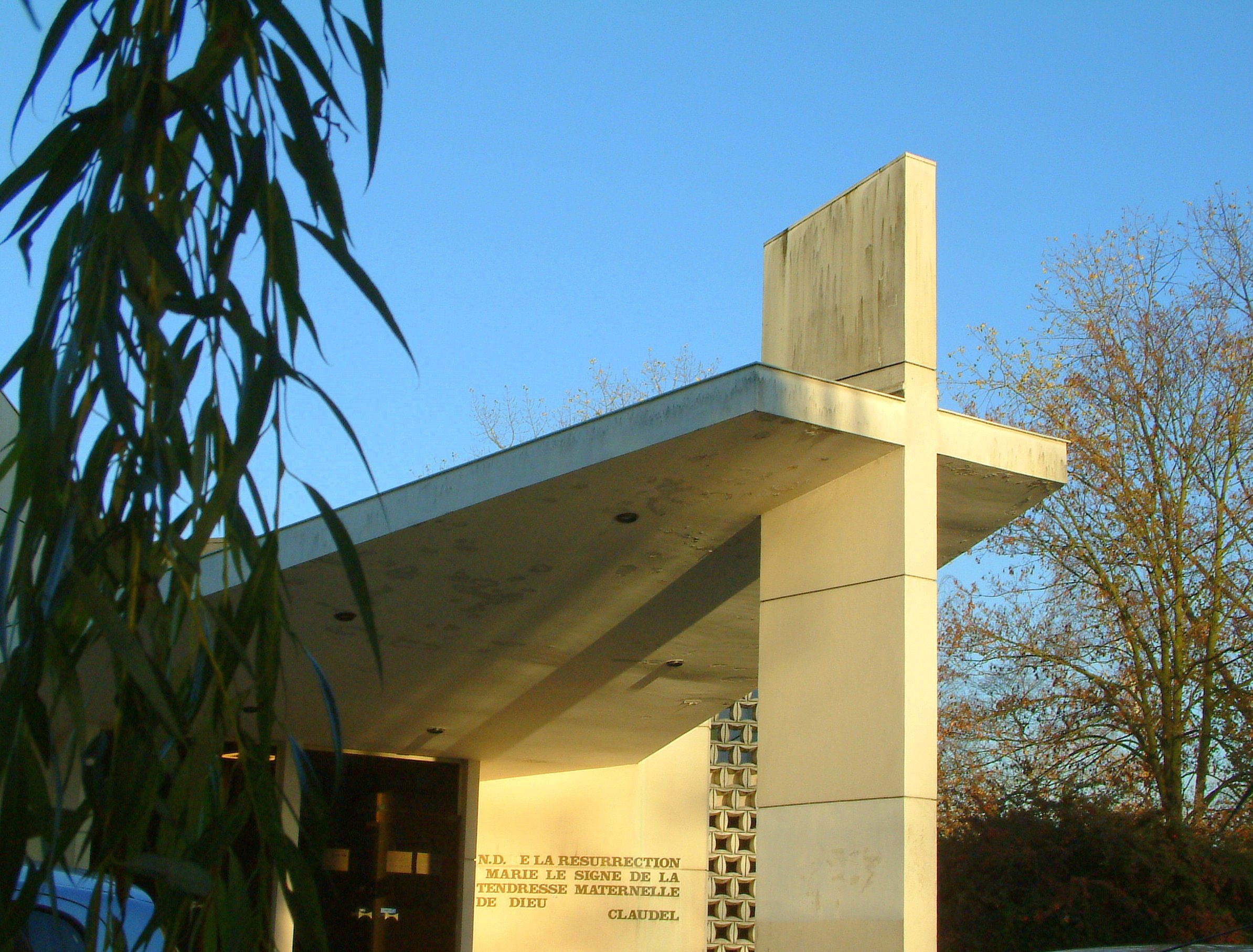
Église Notre-Dame-de-la-Résurrection.
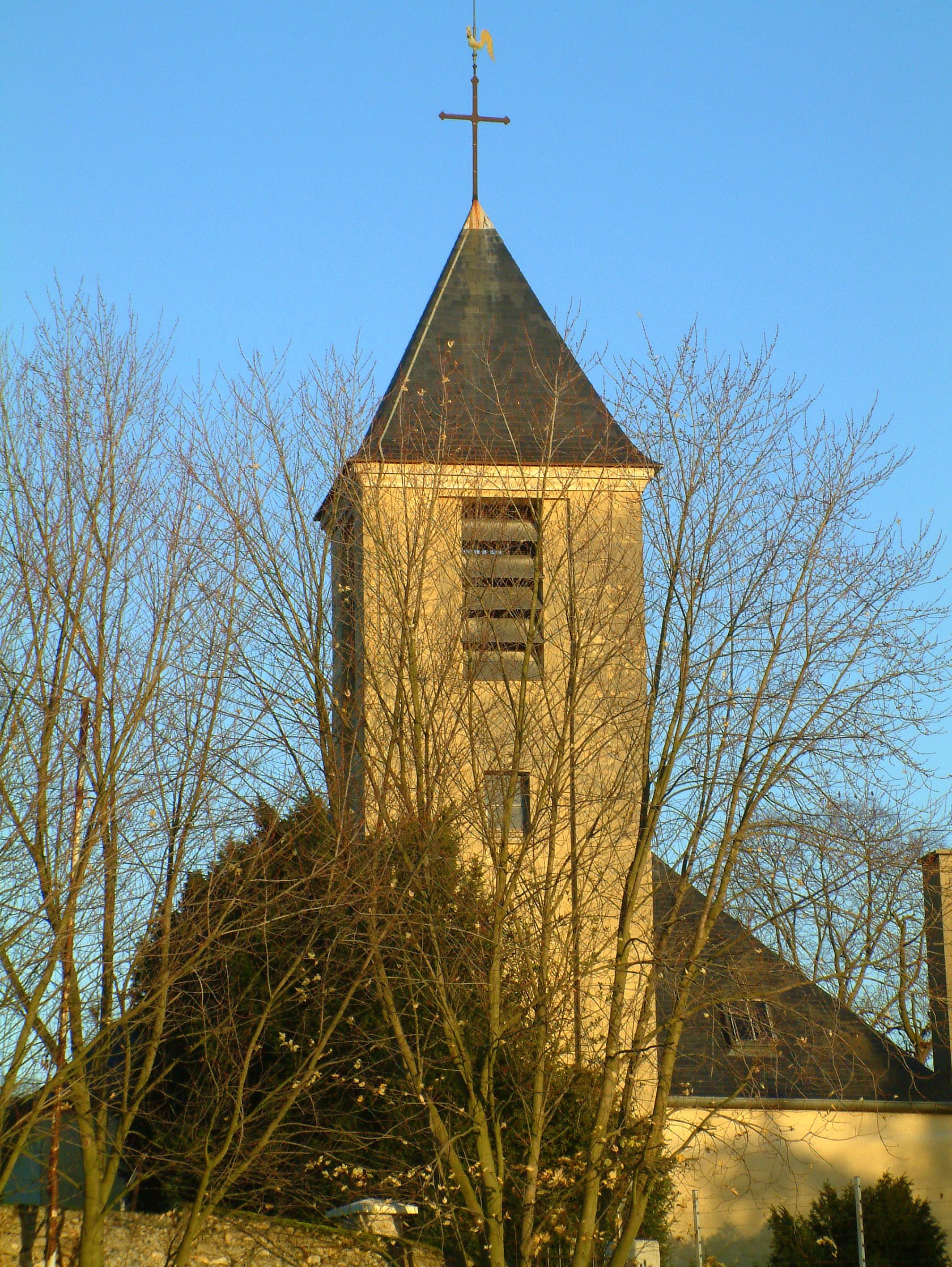
Église Saint-Germain du Chesnay.

- Le château du haut Bel-Air, situé 156 rue de Versailles, était à l'origine une maison de fontainier, élément de l'hydraulique du parc du château de Versailles en liaison avec la machine de Marly, qui fut vendue comme bien national sous la Révolution. Il fut l'objet, ainsi que son parc, de divers agrandissements par ses divers propriétaires, dont le docteur Philippe Ricord, qui y recevait ses amis et s'y livrait à la culture des fleurs. Acquis en 1891 par le comte Edmond de Martimprey, il resta dans sa famille jusqu'en 1947, date de son acquisition par la municipalité de Versailles pour en faire une colonie de vacances jusqu'à son achat par la ville du Chesnay en 1981. Il accueille actuellement un Institut médico-éducatif (IME). Le parc est ouvert au public. On note la présence à côté du château, qui est une demeure composite, d'un pigeonnier ornemental hexagonal dont la restauration a été décidée.

- Le château du Grand-Chesnay.

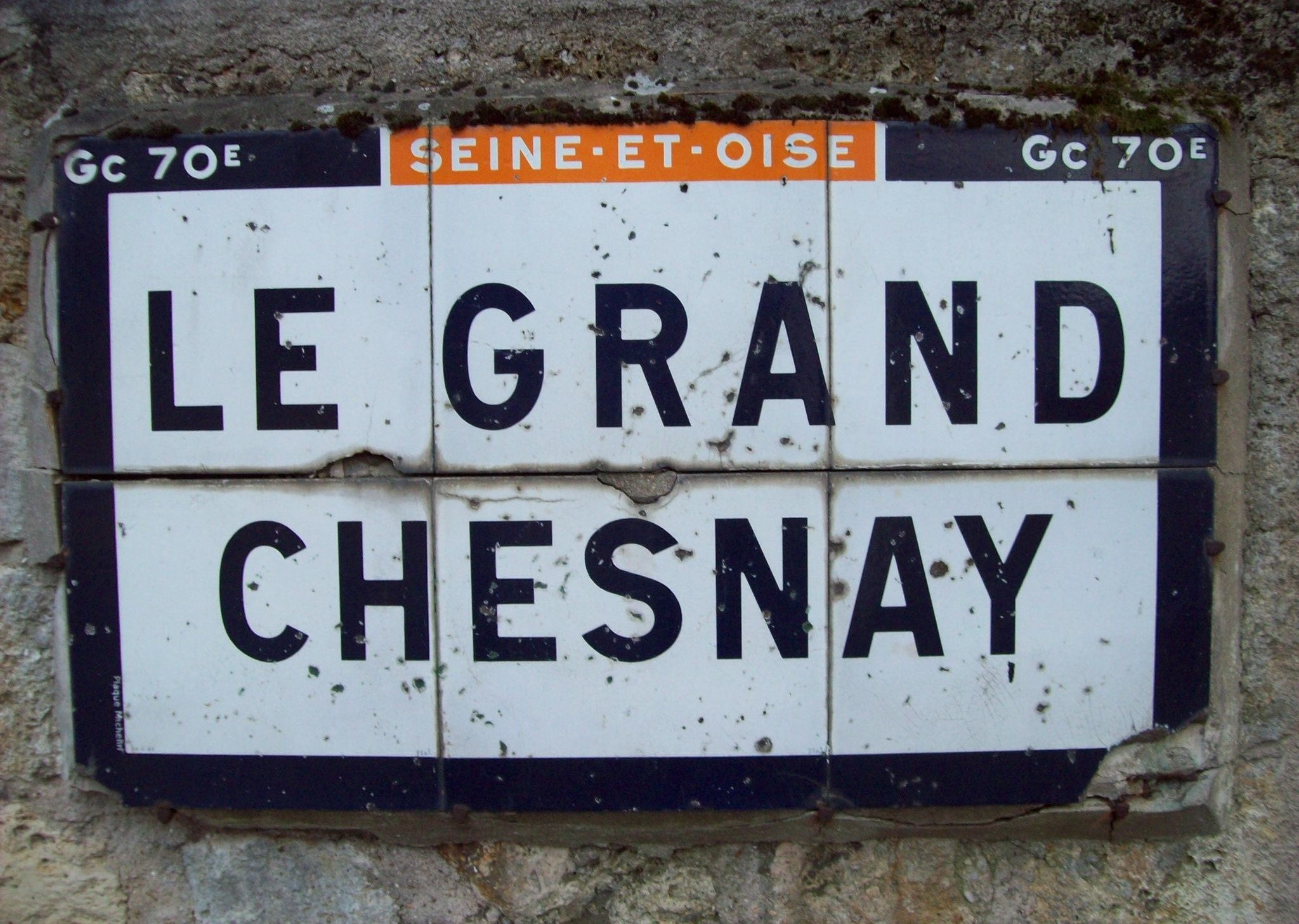
Panneau ancien du Grand Chesnay.

Sous l'Ancien Régime, il accueille quelque temps au XVIIe siècle les Petites écoles de Port-Royal, qui seront fermées sur ordre royal. Parmi les élèves avait figuré le jeune Jean Racine. Il y sera ensuite la propriété de commis de la monarchie, tels qu'Antoine de Ratabon ou Louis de Verjus, comte de Crécy. Rebâti, il appartiendra à Jean-Baptiste Caruel puis à son fils, Paul Caruel de Saint-Martin. Lors de la Belle époque, il est un des éléments du salon musical de Madame Maurice Sulzbach. Son dernier châtelain est Pierre Aubert, cofondateur en 1907 de la société Aubert et Duval. Après son décès en 1965, ses descendants habitent le domaine quelques années, mais font l'objet d'une expropriation pour permettre la création de l'hôpital André-Mignot inauguré en 1981. En hommage à la famille Aubert, le nom de celle-ci a été donné à la partie subsistante du parc, ouverte au public, ainsi qu'à la crêche édifiée dans l'ancienne orangerie des communs. Renommé le pavillon Aubert, le château accueille le service de psychiatrie et le service de biologie médicale.
Le centre de Transfusion sanguine a notamment été bâti à l'emplacement du potager du château.
Le château est en forme de fer à cheval, autour de la cour d'honneur de forme octogonale, fermée par une grille et un portail en fer forgé. Le château comprend deux niveaux. La partie centrale comporte un troisième niveau, ce qui en fait la partie principale.
La cour des Communs accédant à la cour d'honneur par un porche se situe entre le château, l'emplacement du potager et l'église Saint-Germain.
Le château été restauré, est entretenu et permet de disposer d'un monument préservé dans son parc.
Les accès au parc et au château présentent encore de magnifiques portails en bois.
Le parc du château, présentant deux perspectives de part et d'autre du corps principal du château, comporte un jardin à la française, avec à l'extrémité d'une des perspectives, un bassin, dit, bassin de Neptune.
Ce parc est ouvert au public, et en raison de sa proximité, aux convalescents de l'hôpital.
Dans ce parc, comportant des chênes, des marronniers et des châtaigniers, s'élevait un immense cèdre du Liban, plusieurs fois centenaire, qui servait de point de repère aux pilotes d'avion.
Dans les années 1960, on pouvait apercevoir en hiver des renards qui braconnaient parfois les poules de la ferme voisine. Le parc y accueillit également, après la guerre, un élevage de bergers allemands.

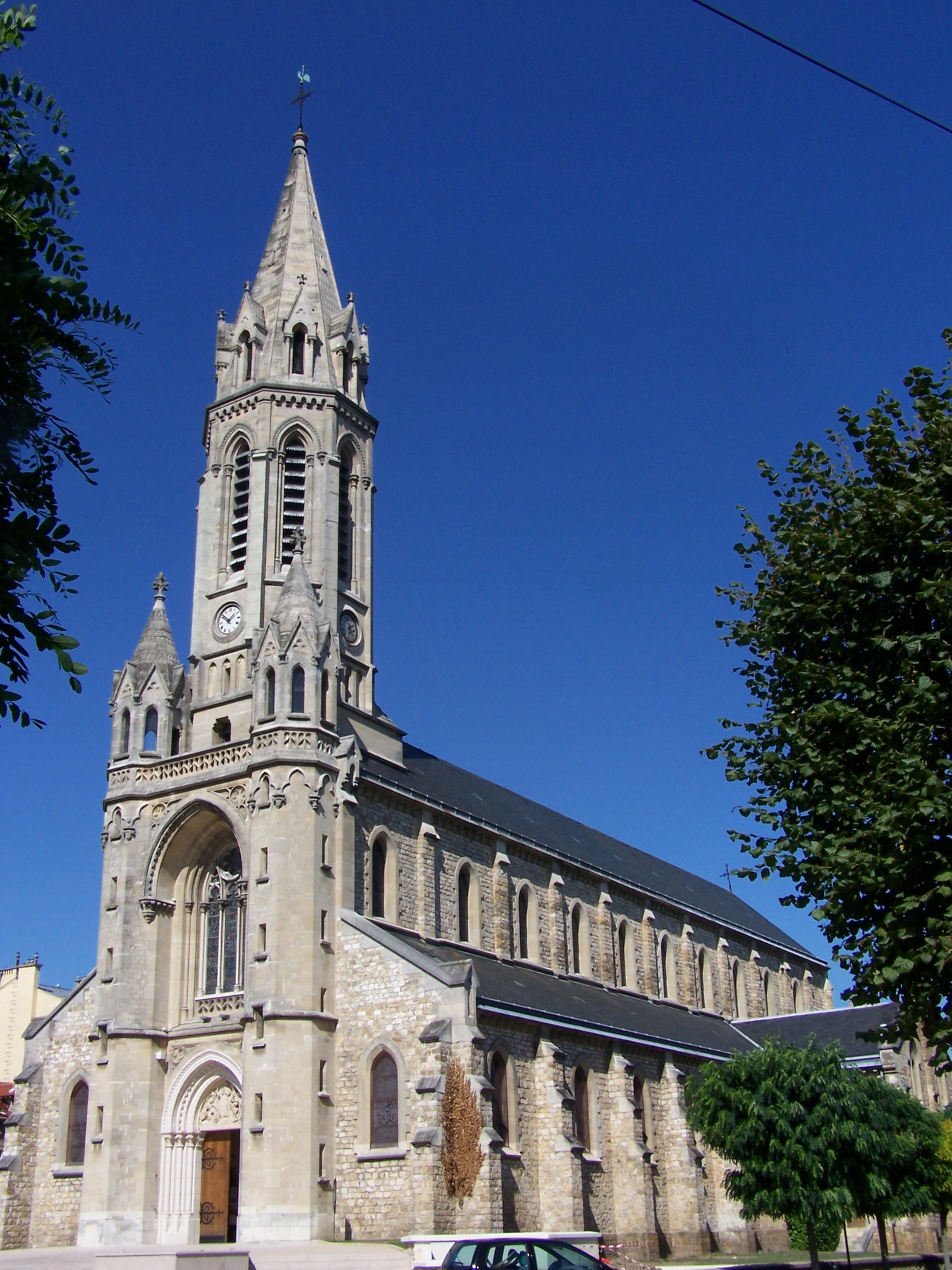
L'église Saint-Antoine-de-Padoue, vue latérale.
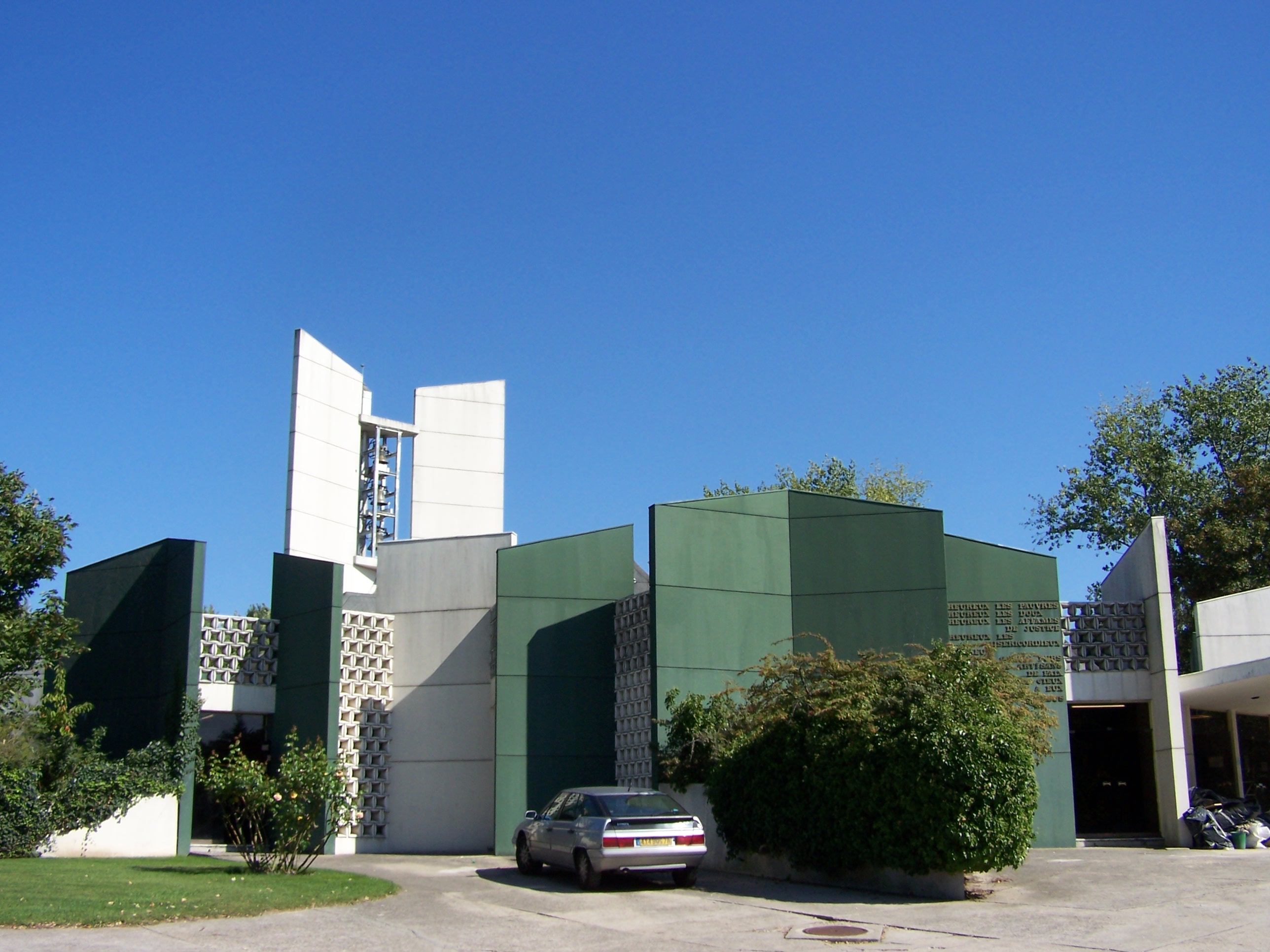
L'église Notre-Dame-de-la-Résurrection.
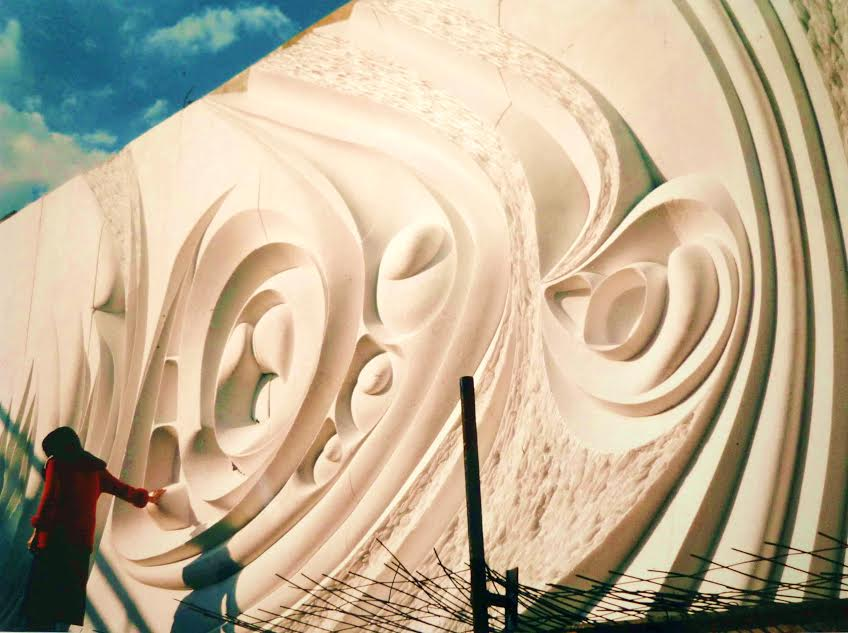
La lutte des éléments. Jean-Yves Lechevallier dans les locaux de la mairie.
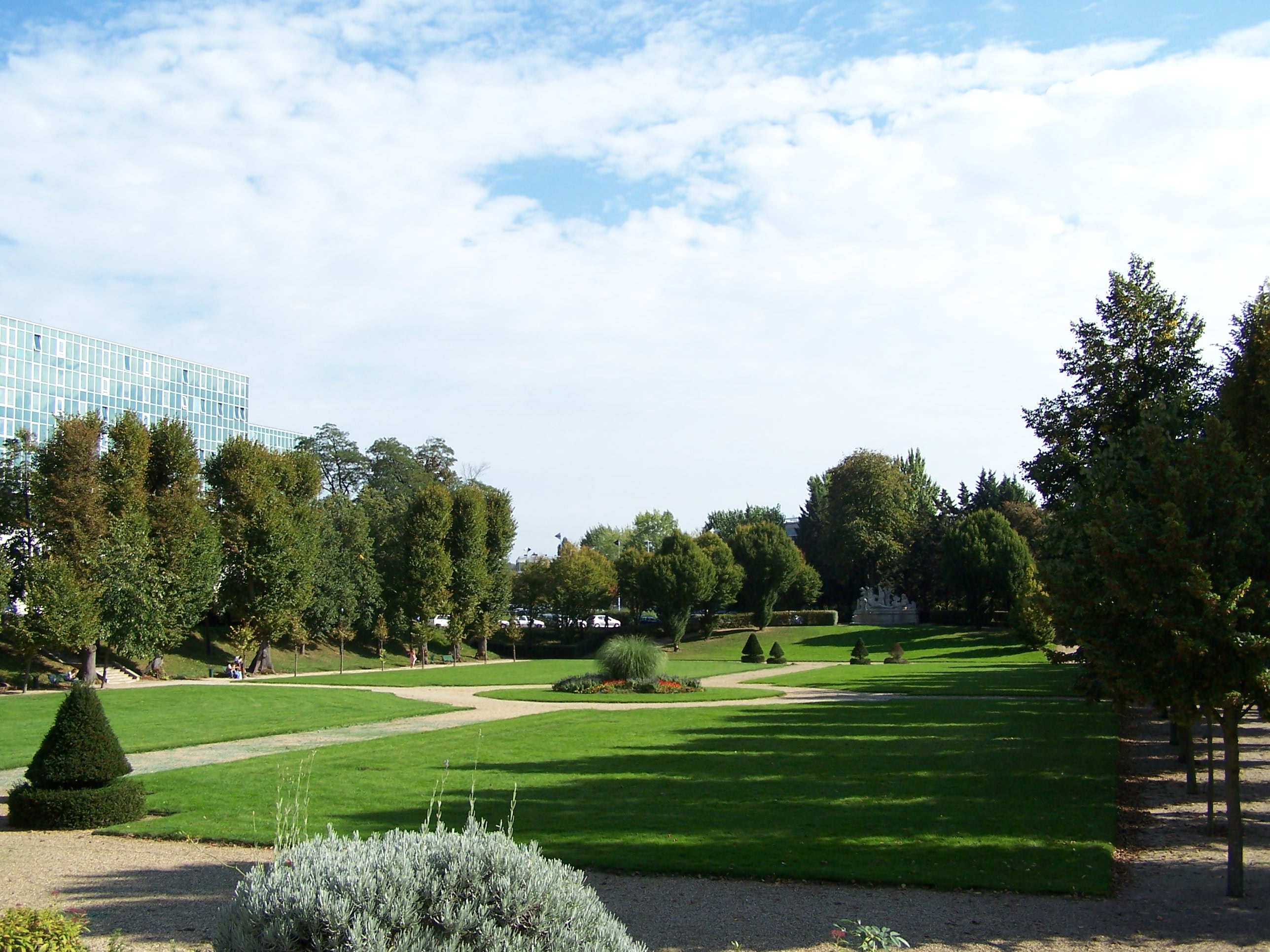
Le parc du château Aubert Sur le côté gauche, on aperçoit le centre hospitalier.
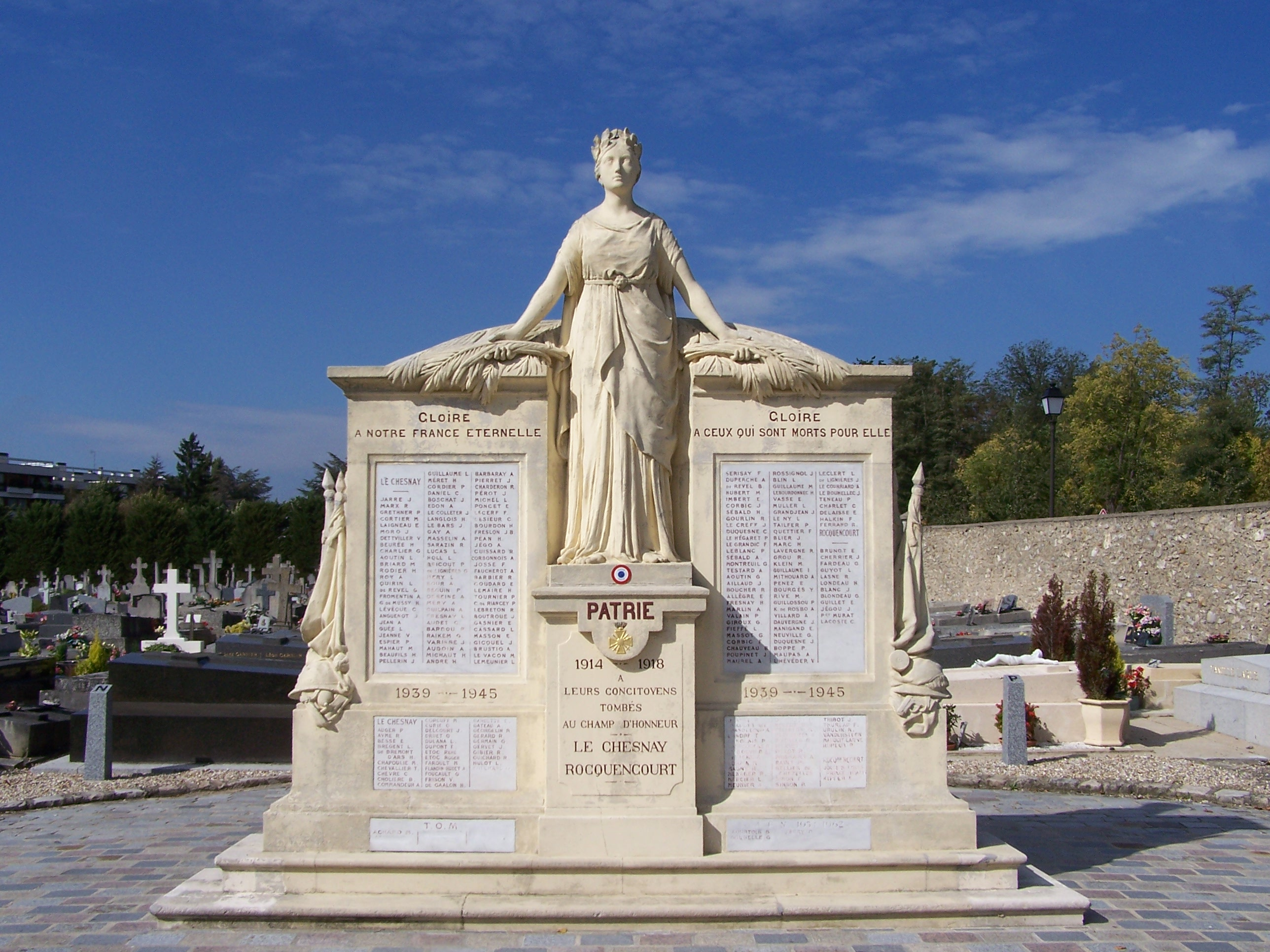
Le monument aux morts du Chesnay et de Rocquencourt.

### Personnalités liées à la commune
- Air, groupe de musique électronique dont les membres sont Jean-Benoît Dunckel et Nicolas Godin.
- Artus, humoriste français né au Chesnay
- Nicolas Todt (né en 1977), fils de Jean Todt (ancien directeur de la Scuderia Ferrari) y est né.
- Nicolas Anelka (né en 1979), est un joueur de football international français.
- Gilbert Bécaud (1927-2001) y acquit en 1956 une propriété avec un jardin et un petit parc, où il vécut, recevant ses nombreux amis et paroliers. Il y composa certaines de ses 400 chansons, dont Nathalie ou Et maintenant. Il quitta la ville vers 1972.
- Valérie Bénaïm (née en 1969), animatrice télévisée scolarisée en primaire et au collège au Chesnay[32].
- Simon Berryer, dit Sim (1926-2009), acteur, humoriste, chanteur, parolier et écrivain, Chesnaysien une partie de sa vie (jusqu'à sa retraite dans le Var).
- Dora Bianka (1895-1979), peintre polonaise.
- César Boutteville (1917-2015), six fois champion de France d'échecs, joue dans l'équipe du Chesnay.
- Paul Caruel de Saint-Martin (1809-1889) homme politique et maire du Chesnay.
- Marie-Ange Casta (née en 1990), actrice et mannequin, y est née.
- C'est dans la partie ancienne du cimetière communal qu'est inhumé le colonel d'aviation Pierre Clostermann, un des as de la 2e Guerre mondiale (33 victoires homologuées), homme d'affaires de l'industrie aéronautique.
- Jean-Louis Forain (1852-1931), peintre et dessinateur français, enterré au cimetière communal.
- Pierre Gabelle (1908-1982), personnalité politique française, est décédée dans la commune[33] ;
- Martin Garat (1748-1830) caissier du Trésor national y possédait une maison.
- Laura Georges (née en 1984), footballeuse française qui a joué entre autres pour l'Olympique Lyonnais et le Bayern Munich et en équipe de France de football.
- Théodore Géricault (1791-1824) séjourna au Chesnay de 1812 à 1818[34]. Il vivait alors chez son oncle maternel Jean-Baptiste Caruel, un grand bourgeois normand ayant fait fortune dans les manufactures de tabac. Ce dernier avait acquis le château du Chesnay en 1802 et avait été nommé maire de la commune. En 1807, Géricault assistera au mariage de son oncle quinquagénaire avec la jeune Alexandrine de Saint-Martin dans ce qui est probablement son premier séjour au Chesnay[34]. Son oncle l'aidera en finançant ses cours auprès du peintre Carle Vernet. En 1809, Géricault sera le parrain du fils de son oncle, Paul Caruel de Saint-Martin, qui sera plus tard maire du Chesnay. Durant cette période, Géricault séjournera par intermittence au Chesnay. Il aura une relation avec sa tante par alliance, Alexandrine d'où naîtra un fils caché, Georges Hippolyte, en 1818. Un carnet de dessins qu'il a faits du Chesnay de l'époque se trouve à l'Art Institute of Chicago[34]. Certains des sujets des dessins, non légendés, de cet album,ont fait l'objet d'une identification en 2018[35]. 
Vers 1813, Géricault peint une enseigne pour le maréchal-ferrant de Rocquencourt, Joseph Fouré (1777-1867). L’œuvre appartient de nos jours au Kunsthaus de Zurich[36].
- François Gernelle (né en 1945), a inventé le premier micro-ordinateur à microprocesseur, le Micral N.
- Elizabeth Ann Haryett dite Miss Howard (1823-1865), comtesse et châtelaine de Beauregard, (le château de Beauregard se situait à la Celle-Saint-Cloud, sur le sommet de la colline la séparant du Chesnay sur l'actuel domaine de Beauregard), enterrée au Chesnay aux côtés de son fils Martin-Constantin Haryett, comte de Béchevet (1842-1907). Elle fut la maîtresse et le soutien financier de Louis-Napoléon Bonaparte (futur Napoléon III).
- Eugène Lacheurié (1831-1907), compositeur et peintre français.
- Pierre-Alexandre Le Camus, comte de Fürstenstein (1774 à la Martinique - 1824 au château du Grand Chesnay), ministre secrétaire d'État et des relations extérieures du royaume de Westphalie ;
- Thomas Lombard (né en 1975), est un ancien joueur de rugby à XV international français.
- Jean Merrien, écrivain et nationaliste breton né dans la commune en 1905.
- Les princes Murat habitaient le château de Rocquencourt, hérité des Furtado et des Ney d'Elchingen. Ils sont enterrés au cimetière du Chesnay, au chevet de l'église. C'est la mère adoptive de Paule Ney d'Elchingen, Mme Cécile Furtado-Heine (1821-1896), qui a offert plusieurs vitraux à l’église Saint-Germain du Chesnay, dont un saint Napoléon. Mme Furtado-Heine a été une grande philanthrope, elle a créé des fondations d'aides aux personnes âgées et fait de nombreux dons. Une rue porte son nom dans le 14e arrondissement de Paris.
- Marie-Amélie-Louise-Hélène d'Orléans (Amélie d'Orléans), reine du Portugal et des Algarves (° 28 septembre 1865 à Twickenham UK ; † 25 octobre 1951 à son château de Bellevue au Chesnay) enterrée très officiellement avec tous les honneurs dus à son rang à Lisbonne dans un tombeau juste en face de celui de son époux le roi [Charles Ier de Portugal] et de leur fils [Louis-Philippe de Bragance], morts lors du régicide du 1er février 1908).
- Phoenix, groupe de pop/rock dont les membres fondateurs sont originaires du Chesnay.
- Louis Picamoles (né en 1986), est un joueur de rugby à XV international français.
- Philippe Ricord (1800-1889), médecin et chirurgien y a habité.
- Jean-Paul Rouland (né en 1928), homme de radio, de télévision et écrivain français.
- Marcel Rohrbach, né le 8 avril 1933 à Molles (aujourd'hui rattachée à Ahun) dans la Creuse, mort le 14 mars 2012 au Chesnay (Yvelines) est un coureur cycliste français.
- Joséphine Sébille, Yves Sébille, Colette Sébille Zimmerman (fille des Sébille), ont reçu le titre de Juste parmi les nations par le Comité pour Yad Vashem, dont les noms figurent sur le Mur d'honneur du Jardin des Justes à Jérusalem, mais également à Paris, dans l'Aalée des Justes, près du mémorial de la Shoah, rue Geoffroy-l'Asnier[Note 4].
- Kevin Staut (né en 1980), champion d'Europe de saut d'obstacles à Windsor en 2009 et numéro 1 mondial (juillet 2010 - avril 2011).
- Jérôme Touzalin, auteur dramatique français, né à Tours, Chesnaysien depuis 1993[37].
- Jephan de Villiers (né en 1960), sculpteur français.
- Amaury Vassili, chanteur.
- Youssouf Sabaly (né en 1993), footballeur international sénégalais.
- Victor Wembanyama (2004-), basketteur français, né au Chesnay

### Héraldique
| Blason de Le Chesnay | Blason  | De gueules au chêne arraché d'or chargé en cœur d'un écusson d'azur à la bande d'argent surchargée de trois quintefeuilles de gueules. |
| Blason de Le Chesnay | Détails | Armes parlantes : un chêne auquel est suspendu l'écu de la famille de Bernières. C'est à l'un des descendants de cette famille, Charles III Maignard de Bernières, qu'est attribué la construction du château du Grand Chesnay. Ces armoiries figurent au fronton de la mairie. Le statut officiel du blason reste à déterminer. |

L'écusson sculpté que l'on voit au-dessus de la porte d'entrée de la mairie est une œuvre de l'artiste Jean-Yves Lechevallier. La mairie ainsi que le square attenant abritent d'ailleurs d'autres œuvres de cet artiste.